# Jake Kean
Jacob 'Jake' Kendall Kean (Derby, 4 februari 1991) is een Engels voetballer die als doelman speelt. Hij verruilde in augustus 2015 Blackburn Rovers voor Norwich City.

## Clubcarrière
Kean komt uit de jeugdopleiding van Derby County, maar vertrok nog voor zijn debuut in het betaald voetbal naar Blackburn Rovers. Dat verhuurde hem in september 2010 voor zes maanden aan Hartlepool United. Hiervoor maakte hij op 18 september 2010 zijn profdebuut, tegen Brentford. In negentien wedstrijden voor de club hield hij tien clean sheets. In augustus 2011 werd hij aanvankelijk voor een volledig seizoen verhuurd aan Rochdale, maar Blackburn haalde hem in november voortijdig terug nadat Paul Robinson zich blesseerde. Op 13 mei 2012 maakte hij tegen Chelsea zijn debuut voor Blackburn Rovers, omdat zowel Paul Robinson als Mark Bunn geblesseerd waren. Gedurende het seizoen 2012/13 moest hij concurreren met Paul Robinson en huurling Grzegorz Sandomierski. Het seizoen erna had hij enkel Robinson voor zich.
1 Gunn ·
3 Stacey ·
4 Duffy ·
5 Hanley  ·
6 Doyle ·
7 Sainz ·
8 Gibbs ·
9 Sargent ·
10 Barnes ·
11 Marcondes ·
12 Long ·
14 Chrisene ·
16 Fassnacht ·
17 Crnac ·
18 Amankwah ·
19 Sørensen ·
20 Ben Slimane ·
21 Gordon ·
23 McLean ·
25 Hernández ·
26 Núñez ·
29 Schwartau ·
33 Córdoba ·
35 Fisher ·
37 Mair ·
40 Hills ·
41 Forsyth ·
50 Warner ·
Coach: Thorup
· Assistent-coach: Riddersholm